# Iris Kiya
Iris Kiya (La Paz, 1990), es una escritora, editora y poetisa boliviana.

## Biografía
Ticona estudió literatura en la Universidad Mayor de San Andrés en La Paz, antes de radicarse en Chile durante la década de los 2010.
Su primer libro, el poemario «Colección postmortem» fue ganador del concurso jóvenes poetas auspiciado por la Cámara Boliviana del Libro y la Fundación Pablo Neruda.
En Chile fue organizadora en Santiago del primer Festival de Poesía Santiago en Paz. También fue co-organizadora del Festival de Poesía Tea Party, fundado en el norte fronterizo por el escritor Daniel Rojas, en sus versiones IV y V siendo parte de la antología homónima en 2014.
Tras volver a Bolivia, en julio de 2019 fue elegida ganadora de la Residencia Mantis Narrativa, un programa de residencias destinado a escritoras bolivianas, en Santa Cruz.En 2020, su libro «Reconstrucción del padre» fue seleccionado en la 5° edición de Letras e Imágenes de Nuevo Tiempo de la Fundación Cultural del Banco Central de Bolivia. Ese mismo año, el libro fue traducido al inglés como Reconstruction of the Father and Other Writings y publicado por Dulzorada Press en Estados Unidos.
Sus textos han sido publicados en antologías físicas y digitales en Bolivia, Argentina, México, Ecuador, Perú, Chile, España y Estados Unidos. Asimismo, ha firmado sus publicaciones también bajo los seudónimos Sebastian Melmoth, Milton Steiner, Vladimir Cafard y M. Monzón.

## Recepción
En 2016 fue destacada por el escritor y editor boliviano Roberto Oropeza como una de las "nuevas voces de la poesía boliviana". Al año siguiente, el crítico Enrique Winter planteó que en los versos de Kiya "hallamos influencia de las letanías católicas junto con referencias bélicas que recuerdan al «El buen soldado Švejk» de Jaroslav Hašek [mientras] en prosa usa las conjeturas del policial".

En 2023, a raíz de la publicación de Vladimir C. El vigilante del campo de mostaza, el crítico Santiago Espinoza describió el libro como parte de "las escrituras posmodernas":
Es un texto inclasificable, que se rehúsa a encajar dentro de las tipologías más canónicas de la literatura. Su filiación con lo posmoderno podría justificarse en su fluidez genérica, que le permite transitar por distintos géneros sin atarse a ninguno.

## Publicaciones

### Libros
- Manicom(n)io fra(g)tal, colección postmortem (2010)
- 24 cortos y un prólogo en braille para Gelinau Laibach (Género aburrido, 2013)[4]
- 24 cortos y un prólogo en braille para Gelinau Laibach (edición chilena por Andesgraund, 2016)[4]
- En la trinchera (Ediciones.g, 2016)[4]
- Masacre en la calle Harrington (Cinosargo, 2017)[4]
- Márgenes infrarrojos. L’image, une forme de violence (Gran Elefante, 2019)[4]
- Reconstrucción del padre (2020)
- No pelea, suda (2021)
- Del Plagiarismo o las hazañas del yo (2021)
- Espero que le gusten los caballos (2022)
- Vladimir C. El vigilante del campo de mostaza (2023)[16]

### Antologías
- Tea Party III, muestra dinámica de poesía latinoamericana (2014)[17]
- Ulupica, trece poetas bolivianos actuales (2016)[15]
- Devenir Isla, hacía una cartografía de poetas chilenas y cubanas (2018)[18]